# Division 1B 2019/20
Die Division 1B 2019/20 war die 103. Spielzeit der zweithöchsten belgischen Spielklasse im Männerfußball und die vierte Spielzeit als professionelle Division 1B nach Neustrukturierung des Ligensystems zur Saison 2016/17. Der offizielle Name der Liga lautet Proximus League, benannt nach dem Hauptsponsor Proximus.

## Entscheidung bezüglich des Aufsteigers 2018/19
Am 1. Juni 2019 entschied der Beschwerdeausschuss der belgischen Fußballunion, Mechelen wegen der Manipulation des Spieles KV Mechelen gegen Waasland-Beveren am 11. März 2018 in der Saison 2017/18 in der ersten Division mit der Aberkennung des Aufstieges in die erste Division zu bestrafen. Mechelen sollte in der Saison 2019/20 in der Division 1B verbleiben und erhielt dort in jeder Tranche sechs Punkte abgezogen. Anstelle von Mechelen sollte der Verlierer der Aufstiegsspiele, der KFCO Beerschot Wilrijk, in die erste Division aufsteigen.
Gegen diese Entscheidung legte der Verein am 6. Juni 2019 Beschwerde beim belgischen Schiedsgericht für den Sport ein. Am 10. Juli 2019 entschied das Schiedsgericht, dass die Aberkennung des Aufstieges nicht zu den möglichen Sanktionen gehört. Damit spielte der KV Mechelen in der Saison 2019/20 in der ersten Division und Beerschot Wilrijk verblieb in der zweiten.

## Modus
Die Saison wurde in zwei „Tranchen“ zu je 14 Spieltagen ausgetragen. Dabei spielten die acht Vereine in einer Hin- und Rückrunde pro Tranche jeweils zweimal gegeneinander. Die erste Tranche begann am 2. August 2019 und endete am 9. November 2019. Die zweite wurde vom 16. November 2019 bis zum 28. Februar 2020 ausgetragen.
Die Sieger der beiden Tranchen ermittelten in zwei Spielen den Meister, der dann in die Division 1A aufstieg. Falls ein Team beide Tranchen gewonnen hätte, wäre es ohne Entscheidungsspiele aufgestiegen.
Durch Beschluss vom 7. Juni 2019 durch die Generalversammlung der Vereine der Pro League (alle Vereine der Ersten und Zweiten Division) wurde der weitere Modus ab dieser Saison geändert.
Abweichend zur bisherigen Regelung spielten dann die Vereine auf den Plätzen 1 bis 6 der Gesamttabelle (gebildet aus den Spielen beider Tranchen) der Division 1B (also einschließlich des Aufsteigers) zusammen mit den Vereinen auf den Plätzen 7 bis 16 der Ersten Division (also einschließlich des Absteigers aus der Ersten Division) in vier Gruppen zu je vier Vereinen in jeweils einer Doppelrunde gegeneinander. Die Sieger der vier Gruppen ermittelten in zwei Halbfinalen die Teilnehmer am Play-off-2-Finale. Halbfinale und Finale werden jeweils mit Hin- und Rückspiel ausgetragen.
Der Sieger dieses Play-off-2-Finales tritt unverändert in einem weiteren Entscheidungsspiel gegen den Viert- oder Fünftplatzierten des Play-offs 1 um den letzten internationalen Startplatz an. Im Falle entsprechenden sportlichen Erfolges und entsprechender Lizenz steht somit einer Mannschaft aus der Division 1B der Weg in die Europa League offen.
Die Mannschaften auf den Plätzen 7 und 8 der Gesamttabelle spielten in fünf Spielen gegeneinander gegen den Abstieg in die Division 1 Amateure. Dabei hatte die Mannschaft auf Platz 7 zuerst Heimrecht und einen Vorsprung von drei Punkten. Dann wurde Spiel für Spiel das Heimrecht gewechselt. Spiele, die Remis enden, werden nicht verlängert oder anderweitig entschieden.
Es steigt die Mannschaft ab, die nach fünf Spielen weniger Punkte hat bzw. die führende nicht mehr erreichen kann.

## Auswirkungen der Corona-Pandemie
Nachdem ab 5. März 2020 auch in Belgien COVID-19-Erkrankungen vermehrt auftraten, erließ die Regierung nach einer Sitzung des nationalen Sicherheitsrates am 10. März 2020 erste Beschränkungen. Zu diesem Zeitpunkt war die Hauptrunde der Division 1B bereits abgeschlossen und auch das erste Aufstiegsspiel war erfolgt. Offen waren doch das zweite Aufstiegsspiel, das am 14. März 2020 stattfinden sollte, sowie die Play-off 2 zusammen mit Vereinen aus der Division 1A und die Abstiegsspiele.
Nach diesen Beschränkungen waren Veranstaltungen im Freien noch uneingeschränkt erlaubt. Pro League sah daher keine Notwendigkeit für Einschränkungen für das zweite Aufstiegsspiel. Soweit die Stadien nicht ausverkauft seien, sollten die Zuschauer gebeten werden, sich gleichmäßig über die Blöcke zu verteilen. Auch sollten, wenn möglich, mobile Getränke- und Speisen-Verkaufsständen aufgebaut werden, um die Warteschlangen vor diesen zu vermindern.
Auch wurde die für den 16. März 2020 geplante Pressekonferenz zur Vorstellung des Play-off-Spielplanes abgesagt. Der Spielplan sollte einfach im Internet veröffentlicht werden.
Aufgrund der weiteren Entwicklung beschloss Pro League am Vormittag des 12. März 2020 nach Beratungen mit Experten, das Spiel unter Ausschluss der Öffentlichkeit durchzuführen. Am Nachmittag des gleichen Tages untersagte der nationale Sicherheitsrat alle Sportveranstaltungen bis 3. April 2020.
Am 19. März 2020 entschied der belgische Fußballverband nach Beratungen mit den regionalen Verbänden für den Amateursport und Pro League, dass bis einschließlich 30. April 2020 keine Profi-Spiele in Belgien stattfinden. Ein gemeinsames Training der Spieler ist durch Beschluss des nationalen Sicherheitsrates der Regierung bis 5. April 2020 verboten.
Am 2. April empfahl der Verwaltungsrat von Pro League, die Saison abzubrechen. Die endgültige Entscheidung sollte die Versammlung aller Vereine am 15. April treffen. Diese Versammlung wurde mittlerweile mehrfach auf inzwischen den 15. Mai 2020 verschoben. Die Play-off 2 der Division 1A würden dann nicht durchgeführt. Die Frage des Aufstieges aus der Division 1B (eins von zwei Aufstiegsspielen bereits erfolgt) wurde dabei noch nicht behandelt.
Auf seiner Sitzung vom 6. Mai 2020 verbot der nationale Sicherheitsrat alle Sportveranstaltungen bis 31. Juli 2020 (auch ohne Zuschauer). Bei der Versammlung der Vereine am 15. Mai 2020 war nur noch über die sportlichen Folgen dieser Entscheidung bezüglich des Aufstieges aus der Division 1B zu entscheiden.
Die Abstiegsspiele hatten sich zwischenzeitlich infolge der Insolvenz von Sporting Lokeren erledigt. Da die Division 1A abgebrochen wurde, entfallen auch die Play-off 2.
Bezüglich des offenen Aufstiegsspieles wurde beschlossen, dass der K Beerschot VA und Oud-Heverlee Löwen bis 31. Mai 2020 einen Spielort und -termin finden sollen, der vor dem 7. August 2020 (Beginn der Saison 2020/21 in der Division 1A) liegen muss. Sollte bis zum 31. Mai 2020 kein Spieltermin gefunden werden oder das Spiel bis 7. August 2020 nicht stattfinden, soll der KVC Westerlo als Erster der Gesamttabelle aufsteigen. Nachdem der Bürgermeister von Löwen zunächst angekündigt hatte, dass er nach Ablauf des generellen Verbotes von Sportveranstaltungen am 31. Juli 2020 ein mögliches Geisterspiel in Löwen wegen Gefährdung der öffentlichen Sicherheit verbieten werde, stimmte er am 25. Mai 2020 der Austragung eines Geisterspieles am 1. oder 2. August 2020 zu.
Darauf wurde für das Aufstiegsspiel der 2. August 2020 als Spieltermin angesetzt – eine Woche vor dem geplanten Beginn der neuen Saison in der Division 1A.

## Vereine
| Verein                      | Stadt/Gemeinde           | Stadion                  | Kapazität |
| --------------------------- | ------------------------ | ------------------------ | --------- |
| Lommel SK                   | Lommel                   | Stadelijk Sportstadion   | 12.500    |
| Oud-Heverlee Löwen          | Löwen                    | Eneco Stadion            | 09.016    |
| Sporting Lokeren            | Lokeren                  | Daknamstadion            | 12.000    |
| KSV Roeselare               | Roeselare                | Stadion Schiervelde      | 09.461    |
| Royale Union Saint-Gilloise | Saint-Gilles/Sint-Gillis | König-Baudouin-Stadion   | 50.122    |
| Royal Excelsior Virton      | Virton                   | Stade Yvan Georges       | 03.622    |
| KVC Westerlo                | Westerlo                 | Het Kuipje               | 08.035    |
| K Beerschot VA              | Wilrijk                  | Olympiastadion Antwerpen | 12.771    |

## Reguläre Saison

### Erste Tranche
| Pl.                     | Verein                      | Sp. | S | U | N | Tore    | Diff. | Punkte |
| ----------------------- | --------------------------- | --- | - | - | - | ------- | ----- | ------ |
| 1.                      | Oud-Heverlee Löwen          | 14  | 9 | 2 | 3 | 022:100 | +12   | 29     |
| 2.                      | Royal Excelsior Virton (N)  | 14  | 9 | 0 | 5 | 026:100 | +16   | 27     |
| 3.                      | KVC Westerlo                | 14  | 8 | 2 | 4 | 021:100 | +11   | 26     |
| 4.                      | Royale Union Saint-Gilloise | 14  | 6 | 5 | 3 | 018:150 | +3    | 23     |
| 5.                      | K Beerschot VA              | 14  | 5 | 2 | 7 | 013:190 | −6    | 17     |
| 6.                      | Sporting Lokeren (A)        | 14  | 3 | 4 | 7 | 013:230 | −10   | 13     |
| 7.                      | KSV Roeselare               | 14  | 3 | 2 | 9 | 015:310 | −16   | 11     |
| 8.                      | Lommel SK                   | 14  | 2 | 5 | 7 | 009:190 | −10   | 11     |
| Stand: 9. November 2019 |                             |     |   |   |   |         |       |        |

| (A) | Absteiger aus der Division 1A 2018/19              |
| (N) | Neuaufsteiger aus der 1. Division Amateure 2018/19 |

| Erste Tranche Stand: 9. November 2019 | LOM | Oud-Heverlee Löwen | KVC Westerlo | Royale Union Saint-Gilloise | VIR     | BEE | Sporting Lokeren | KSV Roeselare |
| ------------------------------------- | --- | ------------------ | ------------ | --------------------------- | ------- | --- | ---------------- | ------------- |
| Lommel SK                             |     | 0:2                | 0:2          | 2:2                         | 0:3     | 1:0 | 1:1              | 2:1           |
| Oud-Heverlee Löwen                    | 1:0 |                    | 2:1          | 0:0 2                       | 1:0     | 3:0 | 2:3              | 4:0           |
| KVC Westerlo                          | 1:1 | 1:0                |              | 1:2                         | 0:1     | 2:0 | 2:0              | 4:1           |
| Royale Union Saint-Gilloise           | 2:1 | 1:1                | 0:2          |                             | 2:1     | 1:1 | 3:1              | 3:0           |
| Royal Excelsior Virton                | 1:0 | 0:1                | 1:0          | 0:1                         |         | 3:0 | 4:0              | 3:2           |
| K Beerschot VA                        | 2:0 | 1:2                | 1:2          | 1:0                         | 2:1     |     | 1:0              | 2:1           |
| Sporting Lokeren                      | 0:0 | 0:2                | 1:1          | 1:1                         | 1:3     | 2:1 |                  | 2:0           |
| KSV Roeselare                         | 1:1 | 3:1                | 0:2          | 3:0                         | (0:5) 1 | 1:1 | 2:1              |               |

### Zweite Tranche
| Pl.                     | Verein                      | Sp. | S | U | N | Tore    | Diff. | Punkte |
| ----------------------- | --------------------------- | --- | - | - | - | ------- | ----- | ------ |
| 1.                      | K Beerschot VA              | 13  | 7 | 5 | 1 | 018:800 | +10   | 26     |
| 2.                      | KVC Westerlo                | 14  | 7 | 2 | 5 | 024:200 | +4    | 23     |
| 3.                      | Royale Union Saint-Gilloise | 14  | 5 | 7 | 2 | 025:170 | +8    | 22     |
| 4.                      | Royal Excelsior Virton (N)  | 13  | 5 | 5 | 3 | 018:110 | +7    | 20     |
| 5.                      | Oud-Heverlee Löwen          | 14  | 5 | 2 | 7 | 023:300 | −7    | 17     |
| 6.                      | Lommel SK                   | 14  | 4 | 4 | 6 | 012:180 | −6    | 16     |
| 7.                      | KSV Roeselare               | 14  | 2 | 9 | 3 | 022:230 | −1    | 15     |
| 8.                      | Sporting Lokeren (A)        | 14  | 1 | 4 | 9 | 011:260 | −15   | 07     |
| Stand: 27. Februar 2020 |                             |     |   |   |   |         |       |        |

| (A) | Absteiger aus der Division 1A 2018/19              |
| (N) | Neuaufsteiger aus der 1. Division Amateure 2018/19 |

| Zweite Tranche Stand: 27. Februar 2020 | LOM | Oud-Heverlee Löwen | KVC Westerlo | Royale Union Saint-Gilloise | VIR | BEE | Sporting Lokeren | KSV Roeselare |
| -------------------------------------- | --- | ------------------ | ------------ | --------------------------- | --- | --- | ---------------- | ------------- |
| Lommel SK                              |     | 3:2                | 0:1          | 0:0                         | 0:0 | 1:0 | 1:0              | 0:0           |
| Oud-Heverlee Löwen                     | 3:0 |                    | 1:3          | 3:5                         | 0:2 | 0:3 | 2:1              | 2:1           |
| KVC Westerlo                           | 2:1 | 1:2                |              | 0:3                         | 2:1 | 0:1 | 3:2              | 1:1           |
| Royale Union Saint-Gilloise            | 2:2 | 2:3                | 3:1          |                             | 2:0 | 0:2 | 1:1              | 3:3           |
| Royal Excelsior Virton                 | 3:1 | 4:1                | 1:1          | 0:0                         |     | : 1 | 1:2              | 1:1           |
| K Beerschot VA                         | 2:1 | 2:1                | 1:0          | 1:1                         | 1:1 |     | 1:1              | 1:1           |
| Sporting Lokeren                       | 0:1 | 1:1                | 0:4          | 0:2                         | 0:2 | 0:2 |                  | 1:3           |
| KSV Roeselare                          | 3:1 | 2:2                | 3:5          | 1:1                         | 0:2 | 1:1 | 2:2              |               |

### Wiederholung des Spiels Virton–Beerschot (Zweite Tranche)
Am 21. Februar 2020 entschied die Berufungskommission des Belgischen Fußballverbandes das Spiel Royal Excelsior Virton–K Beerschot VA auf Antrag von Beerschot zu annullieren. Das Siegtor war in 75. Minute durch einen Freistoß gefallen, der geschossen wurde, bevor der Schiedsrichter den Ball freigegeben hatte. Dennoch hatte er das Tor gegeben. Das Spiel sollte am 2. März 2020 nach dem letzten Spieltag nachgeholt werden. Gegen diese Entscheidung haben Virton sowie als beteiligter Dritter auch der KFC Westerlo Beschwerde beim belgischen Schiedsgericht für den Sport eingelegt.
Dieses erklärte sich am 26. Februar 2020 für nicht zuständig, solange nicht alle Rechtswege vor dem belgischen Fußballverband ausgeschöpft seien. Eine freiwilliges Schiedsgerichtsverfahren war wiederum aufgrund der fehlenden Zustimmung des Fußballverbandes zu diesem nicht möglich. Darauf erließ das Zivilgericht der Provinz Luxemburg, das von Virton und Westerlo angerufen wurde, am 28. Februar 2020 eine einstweilige Verfügung, dass das Spiel erst wiederholt werden darf, wenn alle Einspruchsmöglichkeiten vor dem Fußballverband und danach vor dem Schiedsgericht ausgeschöpft worden sind.
Die Ergebnisse der Spiele des letzten Spieltages am 28. Februar 2020 abends führten zu einem Tabellenstand, dass jeder mögliche Ausgang eines eventuellen Wiederholungsspieles keinen Einfluss auf Auf- oder Abstieg hat. Am 4. April 2020 stellte die Berufungskommission des Fußballverbandes fest, dass der Einspruch von Virton gegen die Wiederholung unbegründet war. Alle Berufungsfristen vor dem Fußballverband sind abgelaufen, so dass das Spiel grundsätzlich zu wiederholen wäre. Allerdings ruhte zu diesem Zeitpunkt der Spielbetrieb infolge der COVID-19-Pandemie.
Eine Beschwerde von Virton gegen die Wiederholung des Spiels vor dem belgischen Schiedsgericht für den Sport wurde am 6. Juni 2020 zurückgewiesen. Nachdem durch neue Beschlüsse des nationalen Sicherheitsrates die Austragung ohne Zuschauer im Juli nicht mehr verboten ist, wurde das Spiel für den 26. Juli 2020 neu angesetzt.

### Gesamttabelle
| Pl.             | Verein                      | Sp. | S  | U  | N  | Tore    | Diff. | Punkte |
| --------------- | --------------------------- | --- | -- | -- | -- | ------- | ----- | ------ |
| 1.              | KVC Westerlo                | 28  | 15 | 4  | 9  | 045:300 | +15   | 49     |
| 2.              | Royal Excelsior Virton (N)  | 27  | 14 | 5  | 8  | 044:210 | +23   | 47     |
| 3.              | Oud-Heverlee Löwen          | 28  | 14 | 4  | 10 | 045:400 | +5    | 46     |
| 4.              | Royale Union Saint-Gilloise | 28  | 11 | 12 | 5  | 043:320 | +11   | 45     |
| 5.              | K Beerschot VA              | 27  | 12 | 7  | 8  | 031:270 | +4    | 43     |
| 6.              | Lommel SK                   | 28  | 6  | 9  | 13 | 021:370 | −16   | 27     |
| 7.              | KSV Roeselare               | 28  | 5  | 11 | 12 | 037:540 | −17   | 26     |
| 8.              | Sporting Lokeren (A)        | 28  | 4  | 8  | 16 | 024:490 | −25   | 20     |
| Stand: Endstand |                             |     |    |    |    |         |       |        |

Platzierungskriterien: 1. Punkte – 2. Siege – 3. Tordifferenz – 4. geschossene Tore

| (A) | Absteiger aus der Division 1A 2018/19              |
| (N) | Neuaufsteiger aus der 1. Division Amateure 2018/19 |

## Aufstiegsspiele
Im Hinspiel hat die Mannschaft Heimrecht, die in der Gesamttabelle den schlechteren Platz belegte.
| Datum                                                 |                | Gesamt |                    | Hinspiel | Rückspiel |
| ----------------------------------------------------- | -------------- | ------ | ------------------ | -------- | --------- |
| 8. März 2020 um 16:00 Uhr 2. August 2020 um 19:00 Uhr | K Beerschot VA | 5:1    | Oud-Heverlee Löwen | 1:0      | 4:1       |

## Abstiegsspiele
Es hätten der KSV Roeselare und Sporting Lokeren gegeneinander gespielt. Infolge der Insolvenz von Sporting Lokeren (ausgesprochen am 20. April 2020) und der Lizenzverweigerung für den KSV Roeselare sind die Abstiegsspiele nicht erforderlich.